# Флорентин Кріхелмеану
Флорентин Кріхелмеану (рум. Florentin Crihălmeanu; 17 вересня 1959, Ясси — 12 січня 2021, Клуж-Напока) — румунський греко-католицький єпископ, ординарій єпархії Клуж-Ґерли Румунської греко-католицької церкви з 2002 року.

## Життєпис
Священичі свячення отримав 9 вересня 1990 року.

## Єпископ
6 листопада 1996 року синод Румунської греко-католицької церкви обрав о. Флорентина на єпископа-помічника єпархії Клуж-Ґерли, а папа Іван Павло II потвердив цей вибір і призначив йому титулярний престіл Сілли. Єпископські свячення отримав у Ватикані від самого папи Івана Павла ІІ 6 січня 1997 року.
18 липня 2002 року папа потвердив його вибір на правлячого єпископа Клуж-Ґерли.
Помер 12 січня 2021 року в м. Клуж-Напока від ускладнень, пов'язаних із COVID-19.

## Нагороди
- Командор ордена «За заслуги перед культурою» (Румунія, 7 лютого 2004)[3]